# Festival de la Tigra
Festival de la Tigra, Piedecuesta Ruge, es un festival de música que busca promover artistas locales, populares y emergentes del municipio de Piedecuesta y el departamento de Santander. Se lleva cabo desde el año 2017 en Piedecuesta y sus creadores son el artista Edson Velandia de la agrupación Velandia y La Tigra y Adriana Lizcano. Es considerado una de las fiestas más representativas del departamento al lado del Carnaval del Oriente Colombiano.

## Historia
El festival nace como idea en el año 2016 luego de un evento musical no realizado en el marco de protestas campesinas en Barrancabermeja,de allí se plantea la idea de materializar en el 2017 el primer festival de La Tigra como una iniciativa propia con enfoque en la crítica social por medio del arte. El símbolo del encuentro es la tigra, hembra y espíritu femenino que representa la fecundidad en el imaginario.Nace en Piedecuesta reconocido a nivel departamental como la capital cultural de Santander,buscando gestar espacios para la presentación de artistas nacionales e internacionales, pero haciendo énfasis en la identidad musical regional.Actualmente el festival ha llevado a cabo 7versiones extendiendo su agenda a conversatorios, proyecciones de cine, talleres, presentación de libros, entre otros.